# Puchar Świata w biegach narciarskich 1988/1989
Sezon 1988/1989 Pucharu Świata w biegach narciarskich rozpoczął się 10 grudnia 1988 we francuskim La Feclaz dla kobiet oraz w austriackim Ramsau dla mężczyzn. Ostatnie zawody z tego cyklu rozegrano 12 marca 1989 w szwedzkim Falun.
Puchar Świata rozegrany został w 10 krajach i 11 miastach. Najwięcej zawodów zorganizowali Szwajcarzy, którzy 3 razy gościli najlepszych biegaczy narciarskich świata.
Obrońcą Pucharu Świata wśród mężczyzn był Szwed Gunde Svan, a wśród kobiet Finka Marjo Matikainen.
W tym sezonie w pucharze świata triumfowała Jelena Välbe wśród kobiet oraz ponownie Gunde Svan wśród mężczyzn.

## Kalendarz i wyniki

### Mężczyźni
| 1.  | 10 grudnia 1988     | Ramsau      | 15 km s. dowolny                                                         | Torgny Mogren                                                                   | Gunde Svan                                                                      | Uwe Bellmann                                                                            |                                                                          |                                                                          |
| 2.  | 11 grudnia 1988     | Ramsau      | Sztafeta 4 × 10 km                                                       | Szwecja Jan Ottosson · Lars Håland · Torgny Mogren · Gunde Svan                 | Norwegia Terje Langli · Torgeir Bjørn · Vegard Ulvang · Pål Gunnar Mikkelsplass | ZSRR Andriej Siergiejew · Michaił Diewiatjarow · Aleksiej Prokurorow · Władimir Smirnow |                                                                          |                                                                          |
| 3.  | 14 grudnia 1988     | Bohinj      | 30 km s. dowolny                                                         | Gunde Svan                                                                      | Torgny Mogren                                                                   | Pål Gunnar Mikkelsplass                                                                 |                                                                          |                                                                          |
| 4.  | 17 grudnia 1988     | Val di Sole | 15 km łączony                                                            | Gunde Svan                                                                      | Torgny Mogren                                                                   | Pål Gunnar Mikkelsplass                                                                 |                                                                          |                                                                          |
| 5.  | 7 stycznia 1989     | Kawgołowo   | 15 km s. klasyczny                                                       | Vegard Ulvang                                                                   | Pål Gunnar Mikkelsplass                                                         | Władimir Smirnow                                                                        |                                                                          |                                                                          |
| 6.  | 8 stycznia 1989     | Kawgołowo   | Sztafeta 4 x 10 km                                                       | Norwegia Terje Langli · Torgeir Bjørn · Pål Gunnar Mikkelsplass · Vegard Ulvang | ZSRR Igor Badamszyn · Władimir Sachnow · Władimir Smirnow · Aleksiej Prokurorow | Szwecja Lars-Erik Ramström · Jyrki Ponsiluoma · Dennis Andersson · Anders Bergström     |                                                                          |                                                                          |
| 7.  | 13 stycznia 1989    | Nové Město  | 15 km s. dowolny                                                         | Gunde Svan                                                                      | Pål Gunnar Mikkelsplass                                                         | Vegard Ulvang                                                                           |                                                                          |                                                                          |
| 8.  | 15 stycznia 1989    | Nové Město  | 30 km s. klasyczny                                                       | Gunde Svan                                                                      | Pål Gunnar Mikkelsplass                                                         | Holger Bauroth                                                                          |                                                                          |                                                                          |
| MŚ  | 17 - 26 lutego 1989 | Lahti       | Biegi narciarskie na Mistrzostwach Świata w Narciarstwie Klasycznym 1989 | Biegi narciarskie na Mistrzostwach Świata w Narciarstwie Klasycznym 1989        | Biegi narciarskie na Mistrzostwach Świata w Narciarstwie Klasycznym 1989        | Biegi narciarskie na Mistrzostwach Świata w Narciarstwie Klasycznym 1989                | Biegi narciarskie na Mistrzostwach Świata w Narciarstwie Klasycznym 1989 | Biegi narciarskie na Mistrzostwach Świata w Narciarstwie Klasycznym 1989 |
| 9.  | 18 lutego 1989      | Lahti       | 30 km s. klasyczny                                                       | Władimir Smirnow                                                                | Vegard Ulvang                                                                   | Christer Majbäck                                                                        |                                                                          |                                                                          |
| 10. | 20 lutego 1989      | Lahti       | 15 km s. dowolny                                                         | Gunde Svan                                                                      | Torgny Mogren                                                                   | Lars Håland                                                                             |                                                                          |                                                                          |
| 11. | 22 lutego 1989      | Lahti       | 15 km s. klasyczny                                                       | Harri Kirvesniemi                                                               | Pål Gunnar Mikkelsplass                                                         | Vegard Ulvang                                                                           |                                                                          |                                                                          |
| 12. | 24 lutego 1989      | Lahti       | Sztafeta 4 × 10 km                                                       | Szwecja Christer Majbäck · Gunde Svan · Lars Håland · Torgny Mogren             | Finlandia Aki Karvonen · Harri Kirvesniemi · Kari Ristanen · Jari Räsänen       | Czechosłowacja Ladislav Švanda · Martin Petrásek · Radim Nyč · Václav Korunka           |                                                                          |                                                                          |
| 13. | 26 lutego 1989      | Lahti       | 50 km s. dowolny                                                         | Gunde Svan                                                                      | Torgny Mogren                                                                   | Aleksiej Prokurorow                                                                     |                                                                          |                                                                          |
| 14. | 4 marca 1989        | Oslo        | 50 km s. dowolny                                                         | Vegard Ulvang                                                                   | Holger Bauroth                                                                  | Torgny Mogren                                                                           |                                                                          |                                                                          |
| 15. | 5 marca 1989        | Oslo        | Sztafeta 4 x 10 km                                                       | Szwecja Thomas Eriksson · Christer Majbäck · Torgny Mogren · Lars Håland        | ZSRR Igor Badamszyn · Władimir Smirnow · Władimir Sachnow · Aleksiej Prokurorow | Norwegia Pål Gunnar Mikkelsplass · Bjørn Dæhlie · Vegard Ulvang · Terje Langli          |                                                                          |                                                                          |
| 16. | 11 marca 1989       | Falun       | 30 km s. dowolny                                                         | Lars Håland                                                                     | Torgny Mogren                                                                   | Vegard Ulvang                                                                           |                                                                          |                                                                          |
| 17. | 12 marca 1989       | Falun       | Sztafeta 4 x 10 km                                                       | ZSRR Igor Badamszyn · Władimir Sachnow · Aleksiej Prokurorow · Władimir Smirnow | Szwecja Christer Majbäck · Larry Poromaa · Lars Håland · Torgny Mogren          | Norwegia Terje Langli · Pål Gunnar Mikkelsplass · Vegard Ulvang · Bjørn Dæhlie          |                                                                          |                                                                          |

### Kobiety
| 1.  | 10 grudnia 1988     | La Feclaz   | 5 km s. dowolny                                                          | Alžběta Havrančíková                                                                   | Tamara Tichonowa                                                                      | Jelena Välbe                                                                           |                                                                          |                                                                          |
| 2.  | 11 grudnia 1988     | La Feclaz   | Sztafeta 4 × 5 km                                                        | ZSRR Vida Vencienė · Julija Szamszurina · Jelena Välbe · Tamara Tichonowa              | Norwegia Marit Elveos · Elin Nilsen · Grete Ingeborg Nykkelmo · Inger Helene Nybråten | Finlandia Tuulikki Pyykkönen · Marjo Matikainen · Jaana Savolainen · Erja Kuivalainen  |                                                                          |                                                                          |
| 3.  | 14 grudnia 1988     | Campra      | 15 km s. dowolny                                                         | Jelena Välbe                                                                           | Alžběta Havrančíková                                                                  | Łarisa Łazutina                                                                        |                                                                          |                                                                          |
| 4.  | 17 grudnia 1988     | Davos       | 10 km s. klasyczny                                                       | Julija Szamszurina                                                                     | Pirkko Määttä                                                                         | Jelena Välbe                                                                           |                                                                          |                                                                          |
| 5.  | 18 grudnia 1988     | Davos       | Sztafeta 4 x 5 km                                                        | ZSRR Łarisa Łazutina · Julija Szamszurina · Tamara Tichonowa · Jelena Välbe            | Szwecja Magdalena Wallin · Marie-Helene Westin · Carina Görlin · Karin Svingstedt     | NRD Kerstin Moring · Susann Kuhfittig · Silke Braun · Silke Meyer                      |                                                                          |                                                                          |
| 6.  | 7 stycznia 1989     | Kawgołowo   | 15 km s. klasyczny                                                       | Jelena Välbe                                                                           | Swietłana Nagiejkina                                                                  | Trude Dybendahl                                                                        |                                                                          |                                                                          |
| 7.  | 8 stycznia 1989     | Kawgołowo   | Sztafeta 4 x 5 km                                                        | ZSRR I Swietłana Nagiejkina · Łarisa Łazutina · Tamara Tichonowa · Jelena Välbe        | Norwegia Marianne Dahlmo · Marit Wold · Nina Skeime · Trude Dybendahl                 | ZSRR III Natalja Czernych · Jelena Kaszyrska · Swietłana Kamocka · Trietiakowa         |                                                                          |                                                                          |
| 8.  | 13 stycznia 1989    | Klingenthal | 10 km s. klasyczny                                                       | Marianne Dahlmo                                                                        | Manuela Di Centa                                                                      | Anne Jahren                                                                            |                                                                          |                                                                          |
| 9.  | 15 stycznia 1989    | Klingenthal | 30 km s. dowolny                                                         | Alžběta Havrančíková                                                                   | Gabriele Heß                                                                          | Marianne Dahlmo                                                                        |                                                                          |                                                                          |
| MŚ  | 17 - 26 lutego 1989 | Lahti       | Biegi narciarskie na Mistrzostwach Świata w Narciarstwie Klasycznym 1989 | Biegi narciarskie na Mistrzostwach Świata w Narciarstwie Klasycznym 1989               | Biegi narciarskie na Mistrzostwach Świata w Narciarstwie Klasycznym 1989              | Biegi narciarskie na Mistrzostwach Świata w Narciarstwie Klasycznym 1989               | Biegi narciarskie na Mistrzostwach Świata w Narciarstwie Klasycznym 1989 | Biegi narciarskie na Mistrzostwach Świata w Narciarstwie Klasycznym 1989 |
| 10. | 17 lutego 1989      | Lahti       | 10 km s. klasyczny                                                       | Marja-Liisa Hämäläinen                                                                 | Pirkko Määttä                                                                         | Marjo Matikainen                                                                       |                                                                          |                                                                          |
| 11. | 19 lutego 1989      | Lahti       | 10 km s. dowolny                                                         | Jelena Välbe                                                                           | Marjo Matikainen                                                                      | Tamara Tichonowa                                                                       |                                                                          |                                                                          |
| 12. | 21 lutego 1989      | Lahti       | 15 km s. klasyczny                                                       | Marjo Matikainen                                                                       | Marja-Liisa Hämäläinen                                                                | Pirkko Määttä                                                                          |                                                                          |                                                                          |
| 13. | 23 lutego 1989      | Lahti       | Sztafeta 4 × 5 km                                                        | Finlandia Pirkko Määttä · Marja-Liisa Hämäläinen · Jaana Savolainen · Marjo Matikainen | ZSRR Julija Szamszurina · Raisa Smietanina · Tamara Tichonowa · Jelena Välbe          | Norwegia Inger Helene Nybråten · Anne Jahren · Nina Skeime · Marianne Dahlmo           |                                                                          |                                                                          |
| 14. | 25 lutego 1989      | Lahti       | 30 km s. dowolny                                                         | Jelena Välbe                                                                           | Łarisa Łazutina                                                                       | Marjo Matikainen                                                                       |                                                                          |                                                                          |
| 15. | 4 marca 1989        | Oslo        | 2 x 10 km łączony                                                        | Marja-Liisa Hämäläinen                                                                 | Tamara Tichonowa                                                                      | Anne Jahren                                                                            |                                                                          |                                                                          |
| 16. | 11 marca 1989       | Falun       | 15 km s. dowolny                                                         | Jelena Välbe                                                                           | Tamara Tichonowa                                                                      | Manuela Di Centa                                                                       |                                                                          |                                                                          |
| 17. | 12 marca 1989       | Falun       | Sztafeta 4 x 5 km                                                        | Norwegia Marianne Dahlmo · Anne Jahren · Inger Helene Nybråten · Trude Dybendahl       | ZSRR Łarisa Łazutina · Raisa Smietanina · Tamara Tichonowa · Jelena Välbe             | Szwecja Karin Svingstedt · Magdalena Forsberg · Karin Lamberg-Skog · Anna-Lena Fritzon |                                                                          |                                                                          |

## Klasyfikacje

### Mężczyźni
| Lp. | Zawodnik                | Punkty |
| 1.  | Gunde Svan              | 170    |
| 2.  | Vegard Ulvang           | 154    |
| 3.  | Torgny Mogren           | 140    |
| 4.  | Pål Gunnar Mikkelsplass | 134    |
| 5.  | Władimir Smirnow        | 74     |
| 6.  | Lars Håland             | 67     |
| 7.  | Holger Bauroth          | 57     |
| 8.  | Christer Majbäck        | 46     |
| 9.  | Uwe Bellmann            | 45     |
| 10. | Aleksiej Prokurorow     | 43     |
| 10. | Terje Langli            | 43     |

### Kobiety
| Lp. | Zawodniczka            | Punkty |
| 1.  | Jelena Välbe           | 167    |
| 2.  | Alžběta Havrančíková   | 105    |
| 3.  | Tamara Tichonowa       | 93     |
| 4.  | Manuela Di Centa       | 91     |
| 5.  | Łarisa Łazutina        | 89     |
| 6.  | Marja-Liisa Hämäläinen | 87     |
| 7.  | Marianne Dahlmo        | 81     |
| 8.  | Julija Szamszurina     | 75     |
| 9.  | Pirkko Määttä          | 62     |
| 10. | Anne Jahren            | 60     |